# ایروینگتون (نیوجرسی)
ایروینگتون (به انگلیسی: Irvington) شهری در ایالت نیوجرسی کشور ایالات متحده آمریکا است که جمعیت آن در سرشماری سال ۲۰۱۰ میلادی، ۵۳٬۹۲۶ نفر بوده‌است.

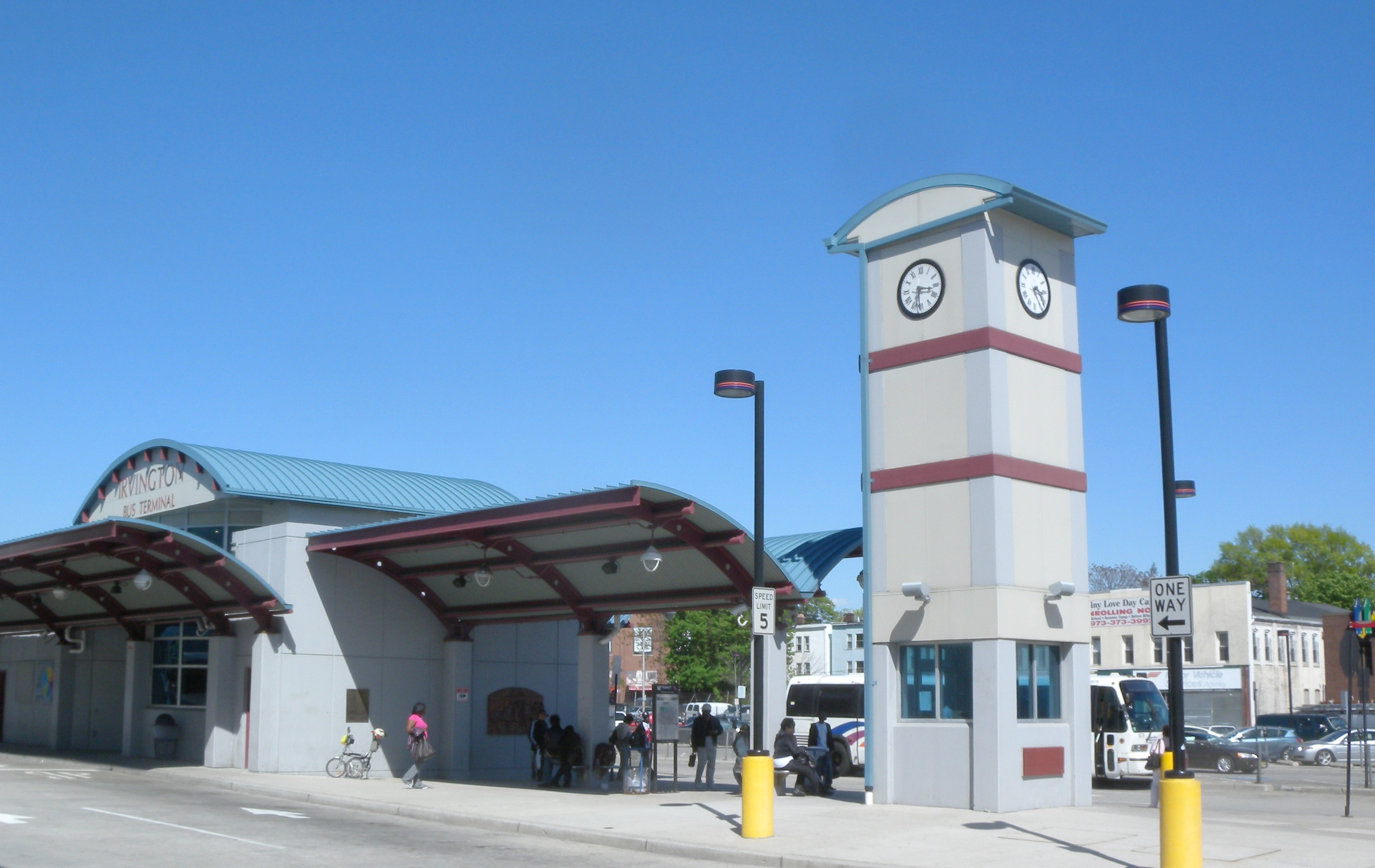